# Garnizon Łuck

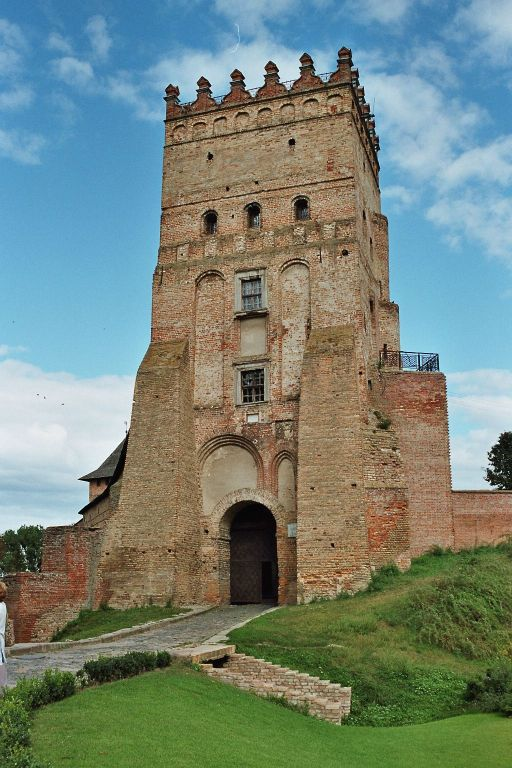
Wieża zamku w Łucku

Garnizon Łuck – garnizon wojskowy Rzeczypospolitej, a w okresie zaborów garnizon wojsk rosyjskich. Po II wojnie światowej  garnizon radziecki, a od 1991 garnizon ukraiński.

## Garnizon carski
Dowództwo 11 Korpusu Armijnego, a także podległe mu:
- sztab 11 Dywizji Piechoty
  - sztab 2 Brygady Piechoty
    - 43 Ochocki pułk piechoty
    - 44 Kamczacki pułk piechoty

  - sztab 11 Brygady Artylerii
    - 2 dywizjon

  - sztab 2 Brygady Kawalerii
    - 11 Iziumski pułk huzarów

## Garnizon Wojska Polskiego II RP

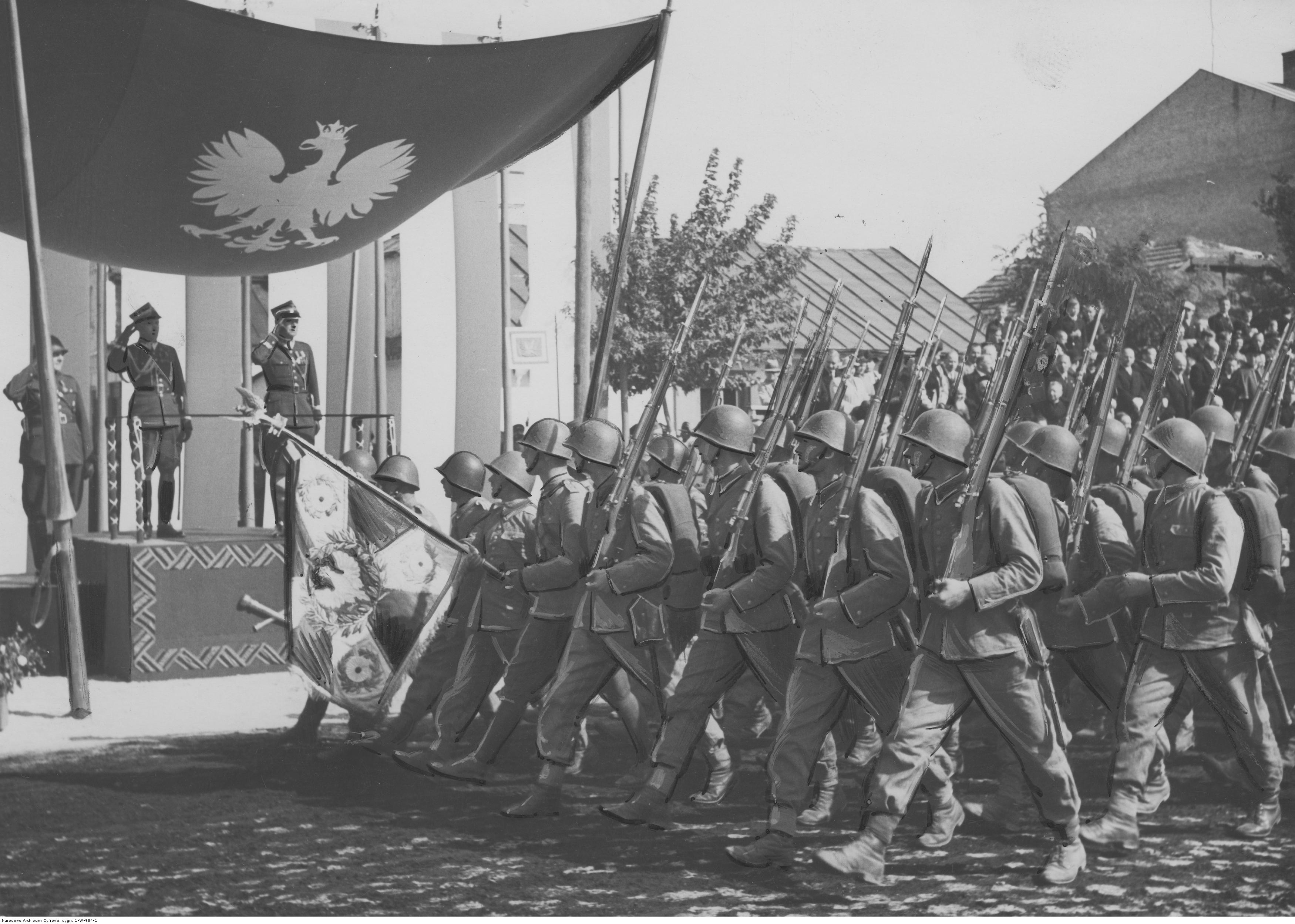
Powrót wojska po manewrach do Łucka; wrzesień 1938. Defiluje oddział piechoty – na trybunie widoczny m.in. marszałek Edward Śmigły-Rydz.

Prestiż miasta w okresie II Rzeczypospolitej podnosił fakt, że było ono garnizonem wojskowym. Stacjonowały w nim między innymi:
- 24 pułk piechoty[1]
- 3 dywizjon 13 pułku artylerii lekkiej
- 12 batalion pancerny
- Parafia wojskowa obrządku rzymskokatolickiego

## Garnizon radziecki
- 51 Dywizja Zmechanizowana